# 1896年アテネオリンピックのスイス選手団
1896年アテネオリンピックのスイス選手団（1896ねんアテネオリンピックのスイスせんしゅだん）は、1896年4月6日から4月15日にかけてギリシャ王国の首都アテネで開催された1896年アテネオリンピックのスイス選手団、およびその競技結果。

## 概要
今大会は金メダル1個、銀メダル2個、合計3個のメダルを獲得した。

## メダル
| メダル | 選手名           | 競技 | 種目       |
| ------ | ---------------- | ---- | ---------- |
| 金     | ルイス・ズッター | 体操 | 男子あん馬 |
| 銀     | ルイス・ズッター | 体操 | 男子平行棒 |
| 銀     | ルイス・ズッター | 体操 | 男子跳馬   |